# Giovanni Battista Castrucci
Giovanni Battista Castrucci (Lucca, 1541 - Lucca, 18 de agosto de 1595) foi um cardeal do século XVII.

## Biografia
Nasceu em Lucca em 1541. De família patrícia. Filho de Vincenzo Castrucci e Angela Gigli (ou Lilia).
Estudou nas principais universidades italianas e obteve o doutorado in utroque iure , direito canônico e civil em 1565 nade Pádua..
Senador da República de Lucca. Obteve do Papa Pio V a prefeitura de Iesi, pela proteção de Nicolò Tucci, auditor geral em Bolonha. Recebeu a tonsura clerical. Foi a Roma e foi admitido na corte do cardeal Felice Peretti Montalto, OFMConv., futuro Papa Sisto V. Cônego do capítulo da patriarcal basílica vaticana. Datário do Papa Sisto V. Prelado doméstico..
Eleito arcebispo de Chieti em 21 de outubro de 1585. Consagrado em 3 de novembro de 1585, Capela Sistina, pelo cardeal Giovanni Antonio Serbelloni, auxiliado por Gasparo Cenci, bispo de Melfi, e por Filippo Sega, bispo de Piacenza. Na mesma cerimônia foi consagrado Giovanni Francesco San Giorgio, bispo de Acqui. Esteve sempre ausente da sua sé, governando-a através de vigários..
Criado cardeal sacerdote no consistório de 18 de dezembro de 1585; recebeu o gorro vermelho e o título de S. Maria em Aracoeli, em 15 de janeiro de 1586. Sua promoção causou muitas críticas na Cúria porque foi considerada uma simples amizade pessoal e ele não parecia ter qualificações suficientes para ser nomeado cardeal. Prefeito do Tribunal da Assinatura Apostólica de Justiça, 1585. Participou do Conclave de setembro de 1590, que elegeu o Papa Urbano VII. Participou do Conclave do outono de 1590, que elegeu o Papa Gregório XIV. Renunciou ao governo da arquidiocese de Chieti antes de 20 de março de 1591 em favor de Orazio Saminiati, seu concidadão e parente; e mais tarde, quando Orazio morreu em 1592, em favor de Matteo Saminiati, primo de Orazio. Participou do conclave de 1591, que elegeu o Papa Inocêncio IX. Participou do conclave de 1592, que elegeu o Papa Clemente VIII. Optou pelo título de Ss. Giovanni e Paolo, 14 de fevereiro de 1592..
Morreu em Lucca em 18 de agosto de 1595, inesperadamente, no Bagni di Pisa, devido a uma operação cirúrgica errada. Sepultado na igreja dos Frades Menores Observantes, Lucca.